# Sirkka Ausiku
Sirkka Namutenya Anneli Mwahafa Ausiku (* 9. April 1964 in Nkurenkuru, Südwestafrika) ist eine namibische Politikerin der SWAPO und war von 2014 bis 2025 Gouverneurin der Region Kavango-West.
Sie hält ein Diplom in Höherer Bildung und einen Bachelor of Arts der Universität des Westkaps in Südafrika sowie einen Master in Öffentlicher Verwaltung der Universität von Namibia. Sie arbeitete vor ihrer politischen Karriere als Lehrerin.
Ausiku wurde mit dem Most Excellent Order of the Eagle, 2. Klasse ausgezeichnet.